# Coördinatieorgaan voor de Inheemse Volkenorganisaties van het Amazonegebied
Het Coördinatieorgaan voor de Inheemse Volkenorganisaties van het Amazonegebied (Coordinadora de las Organizaciones Indígenas de la Cuenca Amazónica, COICA) is een organisatie die de belangen behartigt van de inheemse volken in Zuid-Amerika.
De organisatie werd op 14 maart 1984 opgericht in Lima, Peru, en richt zich op de bescherming, veiligheid en promotie van de inheemse volken, hun territoria, manier van leven en spirituele, sociale en culturele waarden.
De volgende landelijke organisaties zijn lid van de COICA:
- Bolivia: CIDOB (Confederación de los Pueblos Indígenas de Bolivia)
- Brazilië: COIAB (Coordenacão das Organizações Indígenas da Amazônia Brasileira)
- Colombia: OPIAC (Organización de los Pueblos Indígenas de la Amazonía Colombiana)
- Ecuador: CONFENIAE (Confederación de Nacionalidades Indígenas de la Amazonía Ecuatoriana)
- Frans-Guyana: FOAG (Fédération des Organisations Amérindiennes de Guyane)
- Guyana: APA (Amerindian People´s Association of Guyana)
- Peru: AIDESEP (Asociación Interétnica de Desarrollo de la Selva Peruana)
- Suriname: OIS (Organisatie van Inheemsen in Suriname)
- Venezuela: CONIVE (Consejo Nacional Indio de Venezuela)